# Aituaria pontica
Aituaria pontica is een spinnensoort in de taxonomische indeling van de holenspinnen (Nesticidae).
Het dier behoort tot het geslacht Aituaria. De wetenschappelijke naam van de soort werd voor het eerst geldig gepubliceerd in 1932 door Spassky.